# Jesse Column Dickey

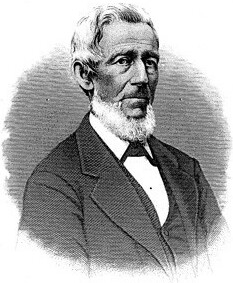
Jesse C. Dickey (um 1880)

Jesse Column Dickey (* 27. Februar 1808 in New Castle, Pennsylvania; † 19. Februar 1890 in New London, Pennsylvania) war ein US-amerikanischer Politiker. Zwischen 1849 und 1851 vertrat er den Bundesstaat Pennsylvania im US-Repräsentantenhaus.

## Werdegang
Bereits im Jahr 1812 kam Jesse Dickey mit seinen Eltern nach New London im Chester County, wo er die öffentlichen Schulen sowie die New London Academy besuchte. Seit 1828 arbeitete er an der Hopewell Academy selbst als Lehrer. Gleichzeitig war er auch in der Landwirtschaft tätig. Politisch schloss er sich später der Whig Party an. Zwischen 1842 und 1845 saß er als Abgeordneter im Repräsentantenhaus von Pennsylvania.
Bei den Kongresswahlen des Jahres 1848 wurde Dickey im siebten Wahlbezirk von Pennsylvania in das US-Repräsentantenhaus in Washington, D.C. gewählt, wo er am 4. März 1849 die Nachfolge von Abraham Robinson McIlvaine antrat. Dar er im Jahr 1850 nicht bestätigt wurde, konnte er bis zum 3. März 1951 nur eine Legislaturperiode im Kongress absolvieren. Diese Zeit war von den Diskussionen um die Frage der Sklaverei bestimmt. Unter anderem wurde der von US-Senator Henry Clay eingebrachte Kompromiss von 1850 verabschiedet.
Nach dem Ende seiner Zeit im US-Repräsentantenhaus arbeitete Jesse Dickey wieder in der Landwirtschaft. Während des Bürgerkrieges diente er im Heer der Union, in dem er unter anderem Zahlmeister war. Danach setzte er seine landwirtschaftlichen Tätigkeiten fort. Er starb am 19. Februar 1890 in New London.